# Sypanica (gromada)
Sypanica (do 28 II 1956 Prabuty) – dawna gromada, czyli najmniejsza jednostka podziału terytorialnego Polskiej Rzeczypospolitej Ludowej w latach 1954–1972.
Gromady, z gromadzkimi radami narodowymi (GRN) jako organami władzy najniższego stopnia na wsi, funkcjonowały od reformy reorganizującej administrację wiejską przeprowadzonej jesienią 1954 do momentu ich zniesienia z dniem 1 stycznia 1973, tym samym wypierając organizację gminną w latach 1954–1972.
Gromadę Sypanica z siedzibą GRN w Sypanicy utworzono 29 lutego 1956 w powiecie suskim w woj. olsztyńskim w związku z przeniesieniem siedziby gromady Prabuty z Prabut do Sypanicy i zmianą nazwy jednostki na gromada Sypanica.
1 stycznia 1959 powiat suski przemianowano na powiat iławski.
Gromadę zniesiono 1 stycznia 1960, a jej obszar włączono do nowo utworzonej gromady Prabuty w tymże powiecie.